# Deborah Howard
Deborah Howard, född 28 februari 1946 i London, är en brittisk konsthistoriker. Hon är professor emerita vid universitetet i Cambridge. Howard avlade doktorsexamen vid University of London. I sin forskning är hon specialiserad på renässansarkitekturen i Venedig och Venetien. Howard är sedan år 2000 ledamot av British Academy.